# Résultats électoraux de Chutes-de-la-Chaudière
Les résultats électoraux de Chutes-de-la-Chaudière depuis l'élection générale de 2003 sont inscrits dans les tableaux ci-dessous.
| Aller aux résultats d'une élection                    |
| ----------------------------------------------------- |
| 1998 • 2003 • 2007 • 2008 • 2012 • 2014 • 2018 • 2022 |

## Évolution pour les principaux partis
| |
| - Parti québécois - Parti libéral - Action démocratique (ancien) - Québec solidaire - Coalition avenir - Parti conservateur |

## Résultats détaillés
|                                                                                               | Nom                  | Parti            | Nombre de voix | %      | Maj.  |
| --------------------------------------------------------------------------------------------- | -------------------- | ---------------- | -------------- | ------ | ----- |
|                                                                                               | Martine Biron        | Coalition avenir | 22 055         | 47,5 % | 9 415 |
|                                                                                               | Mario Fortier        | Conservateur     | 12 640         | 27,2 % | -     |
|                                                                                               | François-Noël Brault | Parti québécois  | 5 163          | 11,1 % | -     |
|                                                                                               | Caroline Thibault    | Québec solidaire | 4 311          | 9,3 %  | -     |
|                                                                                               | Wafa Oueslati        | Libéral          | 2 298          | 4,9 %  | -     |
| Total                                                                                         | Total                | Total            | 46 467         | 100 %  |       |
| Le taux de participation lors de l'élection était de 78,9 % et 689 bulletins ont été rejetés. |                      |                  |                |        |       |

|                                                                                               | Nom                   | Parti               | Nombre de voix | %      | Maj.   |
| --------------------------------------------------------------------------------------------- | --------------------- | ------------------- | -------------- | ------ | ------ |
|                                                                                               | Marc Picard (sortant) | Coalition avenir    | 25 777         | 59,5 % | 19 739 |
|                                                                                               | Ghyslain Vaillancourt | Libéral             | 6 038          | 13,9 % | -      |
|                                                                                               | Olivier Bolduc        | Québec solidaire    | 4 950          | 11,4 % | -      |
|                                                                                               | Serge Bonin           | Parti québécois     | 4 055          | 9,4 %  | -      |
|                                                                                               | Philippe Gaboury      | Conservateur        | 1 854          | 4,3 %  | -      |
|                                                                                               | Stéphane Blais        | Citoyens au pouvoir | 341            | 0,8 %  | -      |
|                                                                                               | Evelyne Henry         | NPD Québec          | 301            | 0,7 %  | -      |
| Total                                                                                         | Total                 | Total               | 43 316         | 100 %  |        |
| Le taux de participation lors de l'élection était de 76,6 % et 764 bulletins ont été rejetés. |                       |                     |                |        |        |

|                                                                                               | Nom                   | Parti                | Nombre de voix | %      | Maj.  |
| --------------------------------------------------------------------------------------------- | --------------------- | -------------------- | -------------- | ------ | ----- |
|                                                                                               | Marc Picard (sortant) | Coalition avenir     | 21 288         | 47,7 % | 6 779 |
|                                                                                               | Ghyslain Vaillancourt | Libéral              | 14 509         | 32,5 % | -     |
|                                                                                               | Catherine Paré        | Parti québécois      | 5 758          | 12,9 % | -     |
|                                                                                               | Olivier Bolduc        | Québec solidaire     | 1 973          | 4,4 %  | -     |
|                                                                                               | Benoit Cloutier       | Conservateur         | 589            | 1,3 %  | -     |
|                                                                                               | Dave Gagné            | Parti des sans parti | 272            | 0,6 %  | -     |
|                                                                                               | Alexis Lévesque-Morin | Option nationale     | 236            | 0,5 %  | -     |
| Total                                                                                         | Total                 | Total                | 44 625         | 100 %  |       |
| Le taux de participation lors de l'élection était de 81,1 % et 433 bulletins ont été rejetés. |                       |                      |                |        |       |

|                                                                                               | Nom                   | Parti            | Nombre de voix | %      | Maj.   |
| --------------------------------------------------------------------------------------------- | --------------------- | ---------------- | -------------- | ------ | ------ |
|                                                                                               | Marc Picard (sortant) | Coalition avenir | 24 267         | 53,8 % | 13 911 |
|                                                                                               | Réal St-Laurent       | Libéral          | 10 356         | 23 %   | -      |
|                                                                                               | Daniel Lachance       | Parti québécois  | 7 678          | 17 %   | -      |
|                                                                                               | Eveline Gueppe        | Québec solidaire | 1 727          | 3,8 %  | -      |
|                                                                                               | Marielle Parent       | Vert             | 622            | 1,4 %  | -      |
|                                                                                               | Renaud Grégoire       | Conservateur     | 462            | 1 %    | -      |
| Total                                                                                         | Total                 | Total            | 45 112         | 100 %  |        |
| Le taux de participation lors de l'élection était de 84,1 % et 869 bulletins ont été rejetés. |                       |                  |                |        |        |

|                                                                                               | Nom                      | Parti               | Nombre de voix | %      | Maj.  |
| --------------------------------------------------------------------------------------------- | ------------------------ | ------------------- | -------------- | ------ | ----- |
|                                                                                               | Marc Picard (sortant)    | Action démocratique | 15 536         | 44,8 % | 4 879 |
|                                                                                               | Réal St-Laurent          | Libéral             | 10 657         | 30,7 % | -     |
|                                                                                               | Marie Deraîche           | Parti québécois     | 7 437          | 21,4 % | -     |
|                                                                                               | Marie-Hélène Côté-Brochu | Québec solidaire    | 1 070          | 3,1 %  | -     |
| Total                                                                                         | Total                    | Total               | 34 700         | 100 %  |       |
| Le taux de participation lors de l'élection était de 67,2 % et 463 bulletins ont été rejetés. |                          |                     |                |        |       |

|                                                                                               | Nom                   | Parti               | Nombre de voix | %      | Maj.   |
| --------------------------------------------------------------------------------------------- | --------------------- | ------------------- | -------------- | ------ | ------ |
|                                                                                               | Marc Picard (sortant) | Action démocratique | 24 378         | 58,9 % | 16 731 |
|                                                                                               | Yvan Loubier          | Parti québécois     | 7 647          | 18,5 % | -      |
|                                                                                               | France Proulx         | Libéral             | 7 292          | 17,6 % | -      |
|                                                                                               | Jean-Luc Bugnon       | Vert                | 1 203          | 2,9 %  | -      |
|                                                                                               | Évelyne Gueppe        | Québec solidaire    | 854            | 2,1 %  | -      |
| Total                                                                                         | Total                 | Total               | 41 374         | 100 %  |        |
| Le taux de participation lors de l'élection était de 81,4 % et 231 bulletins ont été rejetés. |                       |                     |                |        |        |

|                                                                                               | Nom                  | Parti               | Nombre de voix | %      | Maj.  |
| --------------------------------------------------------------------------------------------- | -------------------- | ------------------- | -------------- | ------ | ----- |
|                                                                                               | Marc Picard          | Action démocratique | 14 759         | 38,8 % | 2 158 |
|                                                                                               | Pauline Houde-Landry | Libéral             | 12 601         | 33,1 % | -     |
|                                                                                               | Antoine Dubé         | Parti québécois     | 10 007         | 26,3 % | -     |
|                                                                                               | Jean Bernatchez      | UFP                 | 649            | 1,7 %  | -     |
| Total                                                                                         | Total                | Total               | 38 016         | 100 %  |       |
| Le taux de participation lors de l'élection était de 80,4 % et 366 bulletins ont été rejetés. |                      |                     |                |        |       |

|                                                                                             | Nom                                | Parti                 | Nombre de voix | %      | Maj.  |
| ------------------------------------------------------------------------------------------- | ---------------------------------- | --------------------- | -------------- | ------ | ----- |
|                                                                                             | Denise Carrier-Perreault (sortant) | Parti québécois       | 22 577         | 49,6 % | 8 781 |
|                                                                                             | Christian Jobin                    | Libéral               | 13 796         | 30,3 % | -     |
|                                                                                             | Daniel Jacques                     | Action démocratique   | 8 486          | 18,6 % | -     |
|                                                                                             | Mario Trépanier                    | Démocratie socialiste | 358            | 0,8 %  | -     |
|                                                                                             | Steve Caouette                     | Indépendant           | 286            | 0,6 %  | -     |
| Total                                                                                       | Total                              | Total                 | 45 503         | 100 %  |       |
| Le taux de participation lors de l'élection était de 82 % et 397 bulletins ont été rejetés. |                                    |                       |                |        |       |